# Holcus lanatus
Holcus lanatus é uma espécie de planta com flor pertencente à família Poaceae. 
A autoridade científica da espécie é L., tendo sido publicada em Species Plantarum 2: 1048. 1753.
Os seus nomes comuns são erva-lanar, erva-branca, erva-maior, erva-mansa, erva-molar, erva-mole, erva-serôdia ou nevoeiro-de-yorkshire.

## Portugal
Trata-se de uma espécie presente no território português, nomeadamente os seguintes táxones infraespecíficos:
- Holcus lanatus subsp. vaginatus - presente em Portugal Continental e no Arquipélago dos Açores. Em termos de naturalidade é nativa das duas regiões atrás referidas. Não se encontra protegida por legislação portuguesa ou da Comunidade Europeia.
- Holcus lanatus subsp. lanatus - presente em Portugal Continental, no Arquipélago dos Açores e no Arquipélago da Madeira. Em termos de naturalidade é nativa de Portugal Continental e do Arquipélago da Madeira e possivelmente introduzida no Arquipélago dos Açores. Não se encontra protegida por legislação portuguesa ou da Comunidade Europeia.